# Johnny Carson
Pour les articles homonymes, voir Carson.
John William Carson, dit Johnny Carson /ˈd͡ʒɑni ˈkɑɹsən/, né le 23 octobre 1925 à Corning (Iowa) et mort le 23 janvier 2005  à Malibu (Californie), est un humoriste et animateur de télévision américain, surtout connu pour avoir animé l'émission The Tonight Show de 1962 à 1992.

## Avant leTonight Show

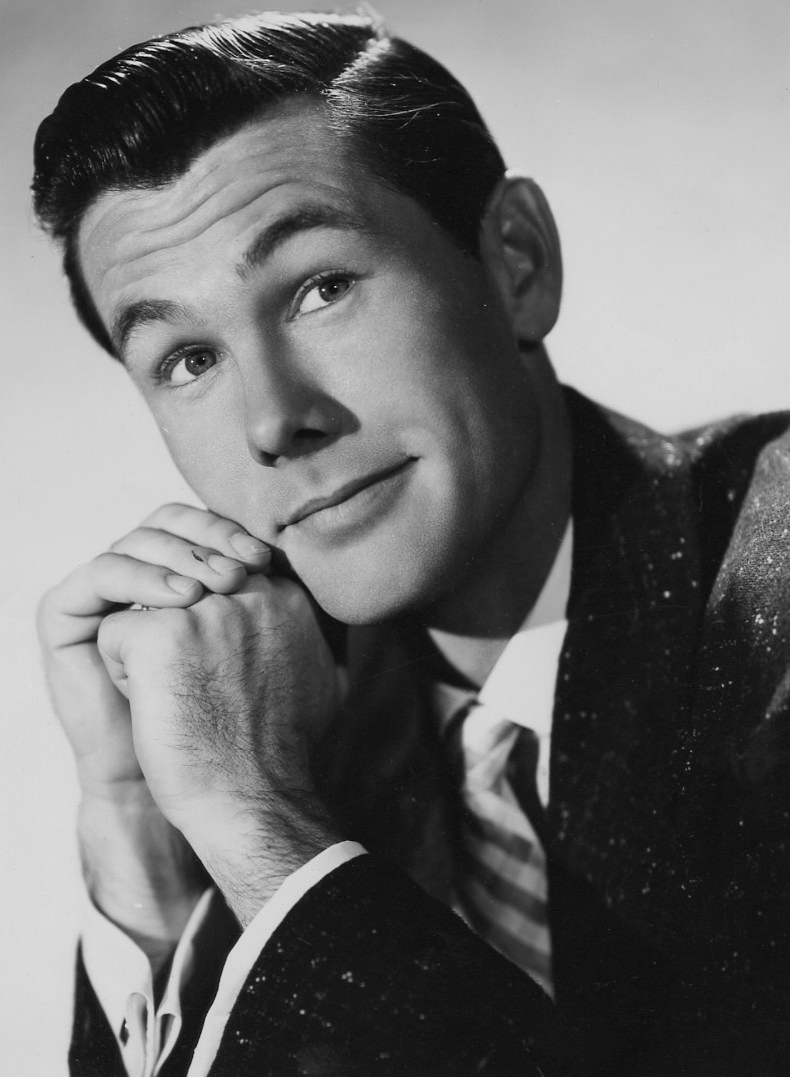
Johnny Carson en 1957.

Carson est né à Corning en Iowa et a grandi à Norfolk au Nebraska, où il a appris à faire des tours de magie. Il fit ses débuts comme magicien à l'âge de 14 ans sous le nom The Great Carsoni. Il servit dans la marine américaine de 1943 à 1946, puis fréquenta l'Université du Nebraska, où il fut membre de la fraternité Phi Gamma Delta et obtient une licence en 1949. L'année suivante, Carson accepta un emploi dans une station de radio du Nebraska. Par la suite, il se joignit à la station de télévision KNXT de Los Angeles. Ce fut le coup d'envoi de sa carrière.
En 1953, le célèbre comédien Red Skelton, qui appréciait l'émission à sketches Carson's Cellar qui fut diffusée de 1951 à 1953 sur KNXT, embaucha Carson comme scripteur pour son émission. En 1954, Skelton s'assomma et perdit conscience une heure seulement avant que son émission n'entre en ondes en direct. Carson le remplaça alors, et ceci en fit une nouvelle vedette. Il anima plusieurs émissions de télévision avant de se joindre au Tonight Show, incluant le jeu télévisé Earn Your Vacation (1954), l'émission de variétés The Johnny Carson Show (1955-1956), et cinq années au jeu télévisé Who Do You Trust? (1957-1962) où il a rencontré son associé Ed McMahon.

## LeTonight Show
Carson devint l'animateur du Tonight Show au réseau NBC le 2 octobre 1962. Son coanimateur fut Ed McMahon durant toute la période où Carson anima l'émission. Son premier invité fut Groucho Marx, qui avait été l'un des nombreux animateurs suppléants de l'émission à la suite du départ de Jack Paar. Carson est le coauteur avec Paul Anka du thème musical qui débutait l'émission du temps où il l'animait.
Il n'existe aucune bande vidéo connue de la première présence de Carson au Tonight Show. Toutefois, un enregistrement sonore de l'émission a été joué à la télévision. Carson commença son premier monologue en s'écriant «I want my na-na!»
Pour des millions de gens, regarder le Tonight Show de Carson en fin de la soirée devint un rituel, et Carson devint un animateur célèbre et largement apprécié. La plupart des émissions commençaient par le thème musical suivi de l'annonce par Ed McMahon : « Heeeeeere's Johnny ! » Ensuite venait le monologue par Carson. Souvent, l'émission présentait aussi des sketches comiques, des entrevues et de la musique. La marque de commerce de Carson était l'imitation d'un coup de golf à la fin de son monologue. Durant la période de Carson, on a souvent référé à l'émission sous le nom « The Johnny Carson Show » ou simplement « Carson ».
Le Tonight Show obtint un auditoire énorme le 17 décembre 1969, quand Tiny Tim s'est marié avec Miss Vicki durant l'émission.
L'émission était initialement produite à New York tout en séjournant parfois en Californie. Elle était diffusée en direct durant ses premières années, puis le fut en différé (« Live to Tape ») : les interruptions n'étaient alors permises qu'en cas de problème sérieux. En mai 1972, l'émission fut déménagée de façon permanente de New York à Burbank en Californie, et Carson cessa d'animer l'émission cinq jours par semaine. L'émission du lundi fut désormais animée par un « animateur invité ». Joan Rivers fut l'animatrice invitée « permanente » de septembre 1983 à 1986. Par la suite, le Tonight Show se remit à employer des animateurs invités divers. Jay Leno fut le suppléant le plus fréquent et devint le suppléant exclusif à l'automne 1987. Leno animait alors l'émission du lundi et une reprise (The Best of Carson) était diffusée le mardi. Typiquement, une reprise présentait une émission datant d'environ un an avant.
En décembre 1973, Johnny Carson allégua qu'il y aurait bientôt pénurie de papier hygiénique aux États-Unis. Ce qui fut le cas dans les jours suivants, la population se ruant dans les magasins pour en acheter suffisamment. Les magasins et les fabricants de papier imposèrent des rations pour assurer que tout le monde puisse en avoir suffisamment,. En janvier 1974, il s'est excusé d'avoir provoqué cet incident,
L'émission avait des personnages et des sketches récurrents : 
- « Carnac the Magnificent », où Carson jouait un voyant qui donnait la réponse à une question avant d'avoir pu voir cette dernière
- « Floyd R. Turbo », un sot rural répondant à l'éditorial d'une station de télévision
- « Art Fern », l'animateur d'une émission sur le cinéma qui annonçait des produits et flirtait avec sa charmante assistante blonde, longtemps jouée par Carol Wayne
- « Aunt Blabby », une vieille dame qui ressemblait au personnage « Maude Frickert » du comédien Jonathan Winters
- « The Mighty Carson Art Players », qui parodiaient les nouvelles, des films, des émissions télévisées et des publicités

Carson était souvent à son meilleur, toutefois, quand les sketches rencontraient des problèmes, ce qui arrivait souvent. Si le monologue avait peu de succès, l'orchestre se mettait parfois à jouer Tea for Two et Carson se mettait alors à danser les claquettes aux rires de l'auditoire en studio. Alternativement, Carson faisait parfois descendre le microphone qui était normalement au-dessus de sa tête et hors champ, afin de déclarer « Attention K-Mart shoppers ! » (que l'on peut traduire par « clients de K-Mart, écoutez-moi ! »). Carson avait un talent pour lâcher des commentaires comiques afin de contourner des problèmes inattendus.
Une autre tradition qui a évolué avec les années fut qu'à chaque fois que Carson disait dans son monologue quelque chose comme « It was so hot », « It was so cold », etc., l'auditoire demandait aussitôt « How hot ? », « How cold ? », etc. Carson racontait alors une blague à ce sujet.
Presque toutes les émissions d'avant 1970 ont été perdues quand un employé du réseau NBC a décidé de réutiliser les bandes vidéo pour d'autres fins. Plusieurs autres épisodes auraient été perdus dans un incendie. Les autres émissions sont stockées dans une archive souterraine au Kansas.

### Animateurs invités
Parmi les animateurs invités, on retrouvait souvent :
- Joey Bishop (177 fois)
- Joan Rivers (93 fois)
- Bob Newhart (87 fois)
- John Davidson (87 fois)
- David Brenner (70 fois)
- McLean Stevenson (58 fois)
- Jerry Lewis (52 fois)
- David Letterman (51 fois)

## Récompenses
Carson a été intronisé au Television Academy Hall of Fame en 1987. Il a aussi remporté six Emmy Awards et un George Foster Peabody Award. La Presidential Medal of Freedom lui a été décernée en 1992 et il a reçu les Kennedy Center Honors en 1993.

## Vie privée
Carson s'est marié avec Joan Wolcott le 1er octobre 1949. Ils eurent trois fils. Leur fils Richard fut tué le 21 juin 1991 quand sa voiture est tombée d'une falaise près d'une voie de service issue de l'autoroute 1 près de Cayucos, une petite localité au nord de San Luis Obispo. Apparemment, Richard était en train de prendre des photos quand l'accident est survenu. Lors de l'émission suivant la mort de son fils, Carson a rendu hommage à Ricky Carson durant les dernières minutes pendant que plusieurs de ses photographies étaient présentées.
En 1963, Carson a divorcé de Joan et s'est marié avec Joanne Copeland le 17 août de la même année. Après un autre divorce en 1972, Copeland reçut près d'un demi-million de dollars comptant, des œuvres d'art, ainsi que cent mille dollars par année en pension alimentaire à vie. Lors de la fête du dixième anniversaire du Tonight Show le 30 septembre 1972, Carson annonça que lui et l'ancien mannequin professionnel Joanna Holland avaient été secrètement mariés cet après-midi-là, ce qui surprit ses amis et associés.
Le 8 mars 1983, Holland demanda le divorce. En vertu des lois californiennes, elle eut droit à la moitié de toute la fortune accumulée durant le mariage, même si Carson avait été celui qui avait généré presque la totalité des revenus. Durant cette période, il blaguait durant l'émission en disant que son producteur Fred de Cordova lui avait donné un cadeau de Noël dont il avait vraiment besoin : un certificat-cadeau pour le cabinet d'avocats Jacoby and Meyers. Les procédures de divorce prirent fin en 1985 par une entente de quatre-vingts pages. Holland reçut vingt millions de dollars comptant, ainsi que des propriétés. On raconte que Carson a rencontré sa quatrième épouse, Alexis Maas, quand il l'a vue se promener sur la plage près de sa résidence de Malibu, en tenant un verre de vin vide. Il sortit de sa maison et vint lui offrir de remplir son verre. Ils se sont mariés le 20 juin 1987.
Carson fut un investisseur majeur dans la DeLorean Motor Company, qui connut ultimement l'échec. En 1982, il fut arrêté à Beverly Hills pour conduite en état d'ébriété, alors qu'il était au volant d'une voiture de sport DeLorean DMC-12. Il fut représenté en cour par Robert Shapiro et plaida avec absence de contestation. Lors d'une émission subséquente, il fit une blague en se faisant escorter par un policier en uniforme sur la scène.
Carson était un ami de l'astronome Carl Sagan, qui fut souvent invité à l'émission pour y donner des présentations sur l'astronomie. Carson était un astronome amateur.

## Retraite

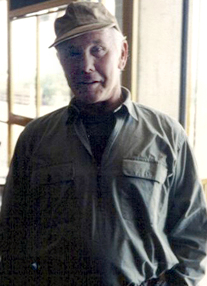
Johnny Carson en voyage en Tanzanie, 1994

Carson s'est retiré du monde du spectacle le 22 mai 1992 lorsqu'il a cessé d'animer le Tonight Show. Le réseau NBC donna l'émission à l'animateur suppléant occasionnel Jay Leno, malgré sa promesse dans les années 1980 de la donner à David Letterman. Letterman, qui était un ami de Carson, l'a appelé pour lui demander quoi faire à ce sujet. Carson lui dit alors de quitter NBC. Leno et Letterman devinrent bientôt compétiteurs sur des réseaux différents.
À la fin de sa dernière émission du Tonight Show, Carson indiqua qu'il retournerait à la télévision s'il trouvait un projet intéressant, mais il se trouva plutôt à se retirer complètement. Il donna rarement des entrevues et refusa de participer aux célébrations du soixante-quinzième anniversaire du réseau NBC. Il fit quelques apparitions en jouant son propre rôle, par exemple en faisant une voix lors d'un épisode des Simpson (Krusty Gets Kancelled).
L'apparition la plus célèbre de Carson après sa retraite fut à l'émission The Late Show with David Letterman au réseau CBS le 13 mai 1994. Pendant une semaine d'émissions enregistrées à Los Angeles, Letterman se faisait livrer sa Top Ten List par Larry "Bud" Melman (Calvert DeForest) en donnant l'impression que ce serait en fait une personnalité célèbre qui viendrait lui apporter la liste. Lors de la dernière émission de la semaine, Letterman annonça que Carson lui apporterait la liste. Au lieu de cela, Melman l'apporta, insulta l'auditoire (conformément au gag) et quitta la scène sous des applaudissements modestes. Letterman mentionna alors que la carte qu'il venait de recevoir ne contenait pas la bonne liste, et il demanda à Carson de lui apporter la bonne. C'est à ce moment que le vrai Johnny Carson apparut sur scène et se rendit au bureau de Letterman. Lorsque l'auditoire se rendit compte qu'il s'agissait vraiment de Carson, il manifesta sa joie et lui donna une ovation debout. Carson demanda alors de pouvoir s'asseoir au bureau de Letterman. Celui-ci accepta immédiatement et l'auditoire apprécia beaucoup de voir Carson derrière un bureau pour la première fois depuis deux ans. Carson, ému, murmura « I'm back home. » (« Me voici à la maison. ») en direction d'un réalisateur et, après un moment, se leva et quitta la scène sans dire la blague prévue. (On expliqua plus tard que Carson avait une laryngite.)
Quelques jours avant la mort de Carson, il fut révélé qu'il se tenait encore au courant de l'actualité et des émissions de fin de soirée, et qu'il envoyait occasionnellement des blagues à Letterman. Celui-ci utilisait ces blagues dans son monologue, ce que Carson appréciait beaucoup d'après Peter Lassally, vice-président senior de CBS et ancien producteur exécutif des émissions de Carson et de Letterman. Lassally a aussi affirmé que Carson avait toujours cru que Letterman, et non Leno, était son « digne successeur ». Letterman utilise fréquemment certains des numéros classiques de Carson durant son émission, dont notamment Carnac (sur une musique jouée par le chef d'orchestre Paul Shaffer) et Stump the Band.
À 6h50 le matin du 23 janvier 2005, Carson mourut d'un arrêt respiratoire au Centre médical Cedars-Sinai de Los Angeles, après vingt ans d'emphysème. Il avait 79 ans. Aucun service funèbre public n'eut lieu. La dépouille de Carson fut incinérée et les cendres données à sa veuve.
Le 24 janvier 2005, l'émission The Tonight Show with Jay Leno rendit hommage à Carson en invitant Ed McMahon, Bob Newhart, Don Rickles, Drew Carey et k.d. lang. Letterman fit de même le 31 janvier en invitant l'ancien producteur exécutif du Tonight Show Peter Lassally et l'ancien chef d'orchestre Doc Severinsen. Letterman surprit l'auditoire en annonçant après son monologue ce soir-là qu'il était composé entièrement de blagues envoyées par Carson durant les derniers mois de sa vie.
Il eut quatre épouses et trois enfants.